# Max og Mule
Max og Mule (engelsk: Goof Troop) var en tegnet tv-serie skabt af The Walt Disney Company. Serien viser Fedtmule og Sorteper som familiefædre. Fedtmule og hans søn Max Mule har hovedrollerne, sammen med Sorteper, hans søn Per Junior, hans kone Pia Persort og hans datter Pernille Persort. 
Serien har skabt forvirring blandt nogle Disney-fans, da Sorteper oprindeligt har en kone ved navn Hilda (i Jumbobøgerne). I serien optræder Sorteper ikke altid som skurk. Han er Fedtmules bedste ven og kan til tider have nogle ligefrem bløde sider. Fedtmule og co. bor i en by, der hedder Vovsekøbing. Nogle af seriens figurer blev senere genbrugt i filmene Fedtmule og søn (1995) og Fedtmule og søn 2 (2000).

## Figurer
- Max(Max Goof) – Dana Hill
- Fedtmule (Goofy) – Bill Farmer
- Sorteper (Pete) – Jim Cummings
- Pia (Peg) – April Winchell
- Per Junior (P.J.) – Rob Paulsen
- Pernille (Pistol) – Nancy Cartwright

## Danske stemmer
Titelsang sunget af: Ivan Pedersen

Danske stemmer:
- Max: Christian Potalivo
- Fedtmule: Timm Mehrens
- Sorteper: Lars Thiesgaard
- Pia: Ann Hjort
- Per Junior: Jonathan Gøransson
- Pernille: Mille Hoffmeyer Lehfeldt

Øvrige stemmer:
- Christian Clausen
- Kirsten Cenius
- Vibeke Dueholm

## Episoder (ufuldstændige)
1. Røre i andedammen